# هومر واتسون
هومر واتسون هو رسام كندي، ولد في 14 يناير 1855 في كيتشنر في كندا، وتوفي بنفس المكان في 27 مايو 1936.

## وصلات خارجية
- هومر واتسون على موقع الموسوعة البريطانية (الإنجليزية)